# Gypsisol

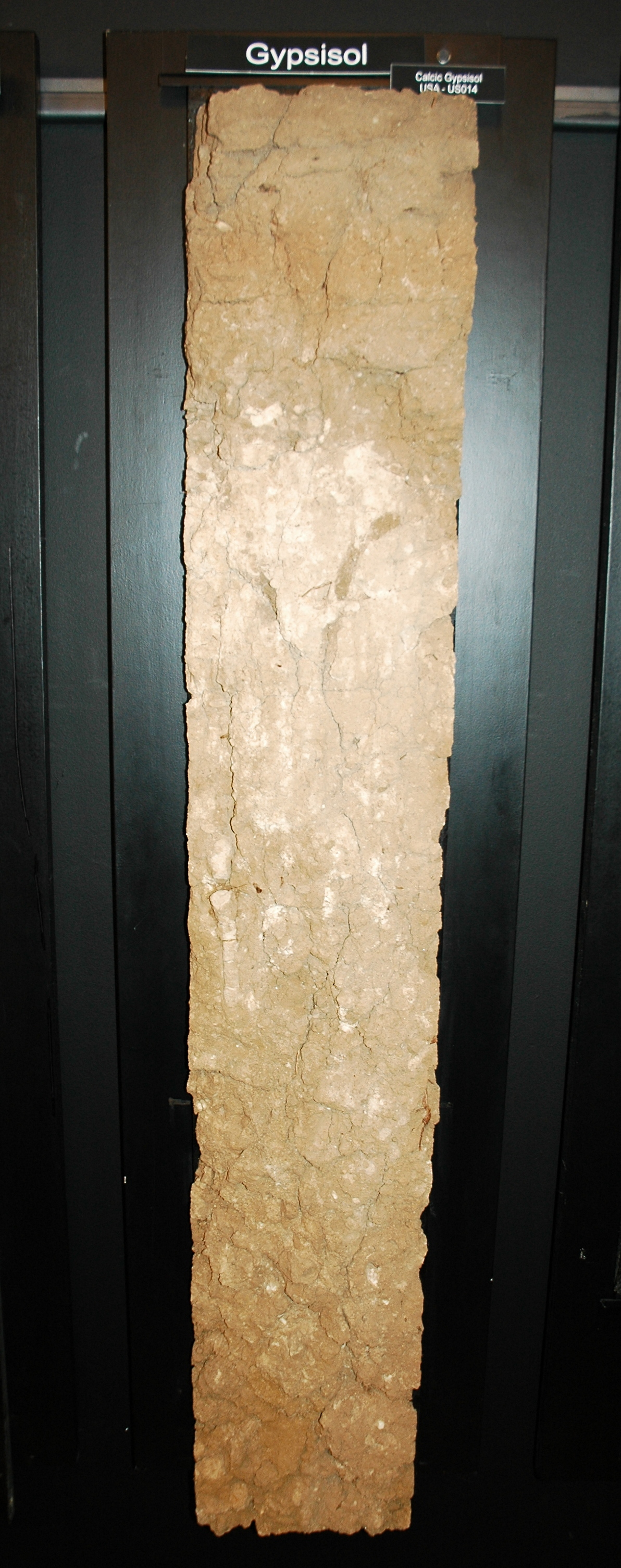
Gypsisol

Der Gypsisol (griechisch gýpsos bzw. lateinisch gypsum = Gips) ist eine Referenzbodengruppe der internationalen Bodenklassifikation World Reference Base for Soil Resources (WRB). Die Gypsisole wurden 1988 in der heute nicht mehr gebräuchlichen FAO-Bodenklassifikation eingeführt. Sie sind in Wüsten und semiariden Trockengebieten mit unregelmäßigen Niederschlägen (< 200 mm pro Jahr) weit verbreitet. Charakteristisch für den Bodentyp ist der humusarme Mineralboden mit sekundärer Calciumsulfat-Anreicherung, die zum Teil in den oberen 100 cm des Bodens zur Verhärtung oder zur Zementierung führt. Der oben gelegene A-Horizont ist meistens flachgründig. Unter den verbraunten oder lessivierten B-Horizonten, die sich unter dem A-Horizont befinden, können einige neben Gipskrusten und weichen Gipsausblühungen auch Kalkanreicherungen aufweisen. Gypsisole haben keine Entsprechung in der Deutschen Bodensystematik (Bodenkundliche Kartieranleitung von 2005).

## Beschreibung
Bei den Gypsisolen handelt es sich um Böden mit sekundärem Gips. Sie können darüber hinaus auch primären Gips und Anhydrit enthalten. Wie auch Calcisole sind Gypsisole Böden, die mit Gips bzw. Kalk angereichert sind. Kalk kommt jedoch deutlich häufiger vor als Gips. Beide Böden liegen häufig in Übergangsformen zueinander vor. Abhängig vom Gipsgehalt sind Gypsisole braun, hellbraun bzw. weiß, wobei ein höherer Gipsgehalt eine hellere Farbe bedingt. Der pH-Wert liegt bei 7 bis 8 und ist damit neutral bzw. leicht basisch. Die Basensättigung liegt nahe 100 %. Aufgrund des hohen pH-Werts ist die Phosphor-Verfügbarkeit gering.
Gypsisole unterscheiden sich von Calcisolen, Solonchaken, Solonetzen und Durisolen durch ihre Mengen an Sulfaten, Carbonaten, leichtlöslichen Salzen, austauschbarem Natrium bzw. Siliciumdioxid. Gewisse chemische Verbindungen werden bei diesen Böden in den obersten 100 cm angereichert. Hintergrund ist die hohe Verdunstung, die geringe Wasserversickerung und die geringe Luft- und Wasserzufuhr, die einen Weitertransport in tiefere Bodenbereiche verhindern. Ebenfalls bis zu dieser Tiefe kann beim Gypsisol ein echter Verhärtungshorizont vorliegen.
Gypsisole verfügen über einen gypsic oder einen petrogypsic Horizont. Der gypsic Horizont ist weich, hat mindestens 5 Massen-% Gips und ist mindestens 15 cm mächtig. Der zumindest anteilig vorhandene sekundäre Gips (also entstanden durch Pedogenese) zeigt sich in Form sichtbarer Gipskristalle (mindestens 1 Volumen-%) oder durch einen um mindestesn 5 Massen-% höheren Gipsgehalt als im darunterliegenden Horizont. Der petrogypsic Horizont ist verhärtet bzw. verkittet und mindestens 10 cm mächtig. Eine Durchwurzelung ist nur möglich, wenn Risse vorhanden sind. Mindestens 5 Massen-% des Horizonts ist Gips und mindestens 1 Volumen-% sekundärer Gips. In der Mischform mit Calcisol sind bei Tagwasserbildungen Kalkanreicherungen über den Gipsanreicherungen vorzufinden. Bei Grundwasserbildungen verhält es sich umgekehrt. Im Unterboden können sich leichtlösliche Salze anreichern. Die Oberbodenhorizonte besitzen nur eine niedrige elektrische Leitfähigkeit. Durch die Gipsfällung wird die Genese von Attapulgit, speziellen Tonmineralen, induziert. Sofern der petrogypsic Horizont sich in einer geringen Tiefe befindet, haben Gypsisole nur eine geringe Wasserspeicherkapazität. Nicht selten sind in Gypsisolen petrocalcic oder calcic Horizonte bzw. in der Regel reliktisch duric oder petroduric Horizonte vorzufinden. Gypsisole sind humusarme Böden. Die Horizontfolgen (gemäß den Horizontsymbolen des Annex 3 der 4. Auflage der WRB) sind in der Regel wie folgt:
- A(y)-Cy,
- A-By-C(y),
- A-Bym-C oder seltener
- A-(E-)Bty-C(y).

Durch den hohen Gipsgehalt finden sich im Unterboden der Gypsisole ein Kohärentgefüge oder ein schwach ausgebildetes Aggregatgefüge. Dadurch bedingt haben Gypsisole eine niedrige Infiltrationsrate. Ebenfalls ist nur ein geringer Gehalt organischer Substanz in Gypsisolen vorzufinden. So liegt der organische Kohlenstoffanteil bei unter 0,6 %. Die potenzielle Kationenaustauschkapazität kann bis zu 10 bis 20 cmol(+)kg−1 FE erreichen.
Der Hypogypsic Qualifier wird durch einen Gipsgehalt von maximal 25 % Gipsmasse gekennzeichnet. Dieser kommt als Pseudomycelien, in groben Einzelkristallen und Kristallnestern sowie in feinen Kristallen in kleinen Solumadern vor. Dementsprechend sind Hypogypsic Qualifier in Böden mit jungem Ausgangsgestein verbreitet, wo der Gipsbildungsprozess noch andauert. Mit Hypergypsic werden dagegen Böden gekennzeichnet, bei denen der Gipsgehalt mindestens 50 % der Masse ausmacht. Dieser kommt in Form von massigen Gipsausblühungen vor. Im Gegensatz zum Hypogypsic Qualifier ist der Hypergypsic Qualifier in Böden zu finden, in den die Gipsbildungsprozesse schon länger andauern. Diese Böden sind relativ verbreitet und liegen meist auf höheren, also älteren Terrassen. Petrogypsic Horizonte sind häufig auf den obersten und ältesten Terrassenstufen und Kuppen vorzufinden.

## Bodenbildung
Gypsisole können aus folgenden Prozessen entstehen:
1. Pseudomycelien entstehen aus feinen Fadenmäandern, die sich in den Porenräumen des Solums befinden und häufig den Wurzelkanälen folgen. Dies führt zur jüngsten Gipsausbildung.
2. Massige Gipsausblühungen entstehen gemeinsam mit Gipskristallnestern und Pseudomycelien in Böden mit sandiger Textur und einem Gipsgehalt von mindestens 50 %.
3. Gipskristallanreicherungen können sich durch verschiedene Prozesse entwickeln. So gehen sie häufig aus nadelförmigen Einzelkristallen hervor, aber auch aus Kristallakkumulationen in Senken mit temporär hochstehendem, salzhaltigem Wasser. Eine weitere Entstehungsmöglichkeit bilden Beläge auf Terrassenschotter sowie faserige Kristalle, die sich in grobkörnigen Bodensubstraten befinden. Ferner können Gipskristallanreicherungen durch Kristallnester in Porenräumen, die sich oberhalb, unterhalb, aber auch in einem calcic Horizont befinden, entstehen.
4. Petrogypsic Horizonte entstehen als weiße Krusten durch Verkittung oder Verhärtung aus massigen, kompakten Mikrostrukturen aus reinem Gips. Sie besitzen eine Kristallgröße von durchschnittlich 0,01 bis 0,05 mm. Je tiefer sich der Horizont befindet, desto gröber ist er.
5. Polygonale Gipskrusten sind eine Übergangsform von massigen Gipsausblühungen und dem petrogypsic Horizont. Die Platten haben eine Stärke von 2 bis 5 cm.

## Vorkommen

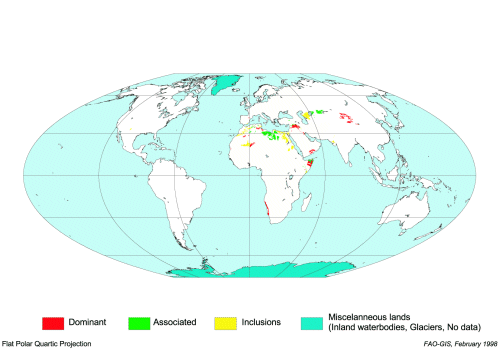
Verbreitung der Gypsisole

Der Gypsisol ist ein Bodentyp, der in Trockengebieten vorkommt. Er entsteht meistens aus Lockergesteinen kolluvialer, alluvialer oder äolischer Genese. Gypsisole sind häufig in Senken von ausgetrockneten Seen, aber auch auf Flussterrassen, die einen hochliegenden Grundwasserspiegel haben, sowie auf freiliegenden alten Gipsschichten vorzufinden. Die Verbreitungsräume sind damit klein und an besonderen Standorten.
Wie der Calcisol ist auch der Gypsisol nicht nur in Voll-, sondern auch in Halbwüsten vorzufinden. Somit ist der Gypsisol in ariden Klimagebieten vorzufinden. Auch in semiariden Gebieten können Gypsisole vorkommen. So kommen sie in nemoralen Gebieten und in Zwergstrauch-Halbwüsten vor.
Am verbreitetsten sind Gypsisole in Nord- und Südwestafrika sowie in Somalia und auf der Arabischen Halbinsel. Ebenfalls kommen Gypsisole in Anatolien, Syrien, Irak, Iran und Zentralasien vor. Kleinräumig sind Gypsisole auch in Australien und im Südwesten der Vereinigten Staaten anzutreffen. Insgesamt nehmen Gypsisole global etwa 100 × 106 ha ein.
Gypsisole bestimmen im trockenen Windschatten der Anden gemeinsam mit Calcisolen und Solonchaken die Bodenlandschaften. Darüber hinaus treten Gypsisole gemeinsam mit Calcisolen und Solonchaken in den intramontanen Beckenlagen des Tian Shan sowie in den zentralasiatischen Wüsten Kysylkum, Karakum, Taklamakan, Dsungarei und Gobi auf.
Ebenfalls sind Gypsisole in Salzwüsten vorzufinden. So weisen Dünentäler des Landschaftstyps Erg häufig lehmige Böden auf, die gipshaltige Solonchake sein können. Im Landschaftstyp Hamadas sind in Vollwüsten oft ton- und schluffreiche Endpfannen vorzufinden. Diese Sebkhas enthalten Gypsisole oder Solonchake. Ferner sind auch in ehemaligen Seen der Serir-Landschaften ausgedehnte Sebkhas vorzufinden, die zum Teil Gypsisole oder extrem gips- bzw. salzhaltige Solonchake aufweisen.
Weitflächig verbreitet und von Bedeutung ist Gips als neu gebildetes Mineral in den Küstenwüsten Atacama und Namib. Im Westen der Namib haben sich voluminöse Gipskrusten entwickelt. Diese sind teilweise mineralisch in zwei Profile unterteilt: Oben befindet sich vorwiegend Gips, unten eine alte Kruste aus Kalk.
Der Gips entstand durch eine hohe Biomassenproduktion durch nährstoffreiche, kalte Auftriebswässer, da Schwefelwasserstoff bei der anaeroben Zersetzung von der abgestorbenen marinen Makrofauna sowie des Phyto- und Zooplanktons entsteht. Im Anschluss gelangt das Gas in die Luft und wird infolge photochemischer Prozesse in Sulfat umgewandelt. Auf dem Festland reagiert der Schwefelwasserstoff beim Kontakt mit eingewehtem Kalkstaub zu Calciumsulfat, also Gips, der leicht löslich ist. Durch Nässe, beispielsweise durch Nebel oder Regen, kommt der Gips in den Boden.
Der Kalk entstand über einen absinkenden Infiltrationsprozess unter feuchteren Klimabedingungen. Der parallel entstandene Gips wurde aus diesen Bereichen ausgespült. Mit Beginn des Voll- bzw. Extremwüstenklimas erfolgte die Gipsbildung über dem Kalk. Teilweise verschwand der Kalk auch vollständig. Aufgrund der Mächtigkeit diverser Gipskrusten wird hier auf ein Vollwüstenklima seit mindestens 100.000 Jahren geschlossen, da in der Zeit nur wenig Erosion stattfand.

## Nutzung
Aufgrund der Trockenheit findet in Gypsisolen nur eine mäßige biologische Aktivität statt. Ab einem mittleren Jahresniederschlag von 400 mm sowie einem Gipsgehalt des Oberbodens von maximal 25 % sind auf Gypsisolen sowohl Weidenutzung als auch Regenfeldbau möglich. So werden weite Teile von Gypsisol-Flächen für ausgedehnte Beweidung genutzt. Der Anbau von Feldfrüchten ist vor allem auf den Böden möglich, die in den obersten 30 cm nur einen geringen Gips-Anteil haben.
Landwirtschaftlich lohnend ist der Anbau auf Gypsisolen vor allem, wenn die Gips-Ablagerungen noch jung sind und ein hohes Wasservorkommen vorzufinden ist. Bei korrekter Bewässerung kann auch auf Böden, die mehr als 25 % Gips enthalten, ein guter Ertrag erzielt werden. Selbst bei hohem Gipsgehalt im Boden sind durch Bewässerungen hohe Erträge auf Gypsisolen möglich. Typischerweise werden auf Gypsisolen Aprikosen, Baumwolle, Datteln, Gerste, Mais, Weizen, Weintrauben und Futtergräser angebaut. Um einen zufriedenstellenden Ertrag erzielen zu können, sind jedoch trotz Erosionsgefahr Bewässerungen und Mineraldüngung vor allem durch Natrium, Phosphor, Kalium und Magnesium notwendig. Ansonsten ist es möglich, dass die Erträge ausbleiben.
Bei einem höheren Gipsgehalt wird aufgrund von Kalium/Calcium- bzw. Magnesium/Calcium-Antagonismen die Aufnahme von Kalium und Magnesium für die Pflanzen erschwert. Petrogypsic Horizonte und Harte Gips- bzw. Kalkbankschichten wirken sich aufgrund der daraus resultierenden Wurzelhemmnisse negativ auf den Ertrag aus und können diesen auch vollständig verhindern.
Dennoch werden wegen der geringen Vegetationsdecke, die vornehmlich aus xerophytischen Gehölzen und einjährigen Gräser besteht, Gypsisole meistens als extensive Weide verwendet. Hindernd kommt hinzu, dass Gypsisole erosions- und desertifikationsanfällig sind. Durch die Bewässerung besteht das Risiko einer Bodenversalzung sowie der Auflösung des gypsic bzw. petrogypsic Horizonts. Bewässerung kann nämlich zu einer Auflösung des Gipses führen. Hierdurch kann der Boden erodieren und dabei absinken, einstürzen und korrodieren. Dadurch können Bodensackungen entstehen.